# Phosphophyllite
Phosphophyllite (du grec ancien φύλλον / phúllon pour « feuille », et phosphate) est un minéral rare de formule chimique Zn2Fe(PO4)2·4H2O, composé de phosphate de zinc hydraté. Il est très prisé des collectionneurs pour sa rareté et sa délicate couleur vert bleuté. La phosphophyllite est rarement coupée car elle est fragile et cassante et les plus gros cristaux sont trop précieux pour être brisés.
Les meilleurs cristaux de phosphophyllite proviennent de Potosí, en Bolivie, même s'ils n'y sont plus extraits. Ils sont également extraits dans le New Hampshire, aux États-Unis et à Hagendorf, en Allemagne. On le trouve souvent en association avec les minéraux de chalcopyrite et de triphylite.
La phosphophyllite a été synthétisée artificiellement par addition de phosphate diammonique à une solution de sulfate de zinc et de fer.

## Dans la culture populaire
Une personnification d'un cristal de phosphophyllite, dénommé Phos, est le protagoniste de L'Ère des Cristaux, une série de mangas japonais adaptés en anime. Les attributs de la gemme tels que sa faible dureté et sa couleur jouent un rôle clé dans la définition de la personnalité et des faiblesses du personnage.

## Galerie

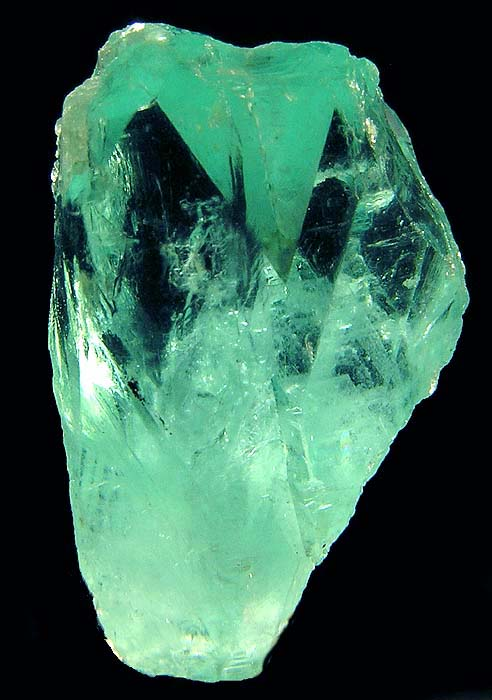
Phosphophyllite maclée, Mine Unificada, Cerro de Potosí, Département de Potosí, Bolivie. 2,1 x 1,4 x 1 cm.